# Cand.scient.med.
Cand.scient.med. – (latin: candidatus/candidata scientiarum medicinæ), er betegnelsen for en person, der er indehaver af en kandidatgrad i biomedicinsk teknologi fra Aarhus Universitet eller en kandidatgrad i medicin med industriel specialisering fra Aalborg Universitet.    